# Kisaburo Suzuki
Kisaburō Suzuki (鈴木 キサブロー, Suzuki Kisaburō, nascido em 14 de fevereiro de 1953) é um compositor e guitarrista japonês de J-pop.

## Biografia
Nascido em Hirosaki, província de Aomori, Japão, Suzuki estudou na escola South Hirosaki.
Suzuki foi mais ativo na década de 1980 e escreveu para muitos artistas. Sua canção de 1982, "for you…" foi interpretada por Mariko Takahashi; uma tradução cantonesa da canção "霧之戀", foi interpretada pelo cantor de Hong Kong Alan Tam. Em 1986, sua canção "DESIRE", interpretada por Akina Nakamori, ganhou o prêmio máximo no 28º Japan Record Awards.
Em 1986, compôs as canções "Stardust Boys" e "Yume Kounen" para Hironobu Kageyama, inclusas no single "Uchuusen Sagittarius". Ambas canções pertencem ao anime homônimo. Voltou a compor para o cantor em 1996 com o single "IT WAS 30 YEARS AGO", para as comemorações dos 30 anos da franquia Ultraman; e em 1999 com músicas para Beast Wars inclusas no single "Tamashii no Evolution".